# Dikran Khan Kelekian

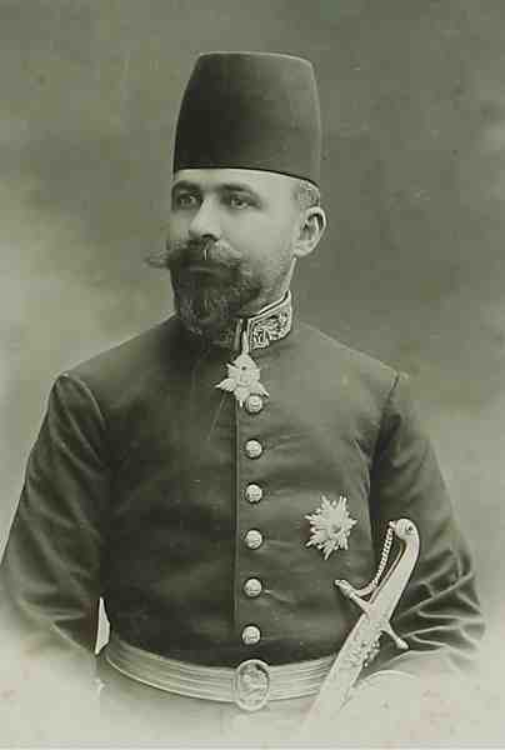
Dikran Kelekian (1902)

Dikran Khan Kelekian (armenisch Տիգրան Կարապետի Քելեգեան, auch Dikran Khan Kélékian, geboren als Dikran Garabed Kelekian, * 19. Januar 1868 in Kayseri, Osmanisches Reich; † 30. Januar 1951 in New York City) war ein armenisch-amerikanischer Kunsthändler und Kunstsammler.

## Leben
Dikran Kelekian kam als Sohn des Bankiers Garabed Kelekian und seiner Frau Mariam in der anatolischen Stadt Kayseri zur Welt. Die Eltern waren Armenier iranischer Herkunft. Er studierte Archäologie am Robert-College in Konstantinopel und später in Paris. Kelekian spezialisierte sich auf Kunst aus dem Nahen Osten und hierbei vor allem auf mittelalterliche islamische Kunst. Sein Interesse galt insbesondere der persischen Kunst und er wurde Experte für persische Keramikarbeiten, über die er 1909 ein Buch veröffentlichte. 1891 eröffnete er eine erste Galerie in Paris (zunächst Rue Rossini Nr. 10, danach Place Vendôme Nr. 2). 1892 folgte ein Geschäft in Istanbul, das er gemeinsam mit seinem Bruder Kevork betrieb. Eine später in Kairo eröffnete Filiale spezialisierte sich auf den Handel mit altägyptischen Objekten und den Ankauf von koptischen Textilien.
Kelekian wurde zum Beauftragten des Persischen Pavillons auf der World’s Columbian Exposition, der Weltausstellung 1893 in Chicago ernannt. Zu diesem Zweck reiste er erstmals in die Vereinigten Staaten und ließ sich wenig später in New York nieder. Im Jahr 1900 gehörte Kelekian der Jury der Weltausstellung in Paris an. Bei der Weltausstellung in St. Louis 1904 leitete er als Generalkommissar erneut den Persischen Pavillon. Bei dieser Ausstellung zeigte er verschiedene Stücke aus seinem eigenen Besitz. Kelekian, der als Sammler und Händler über großes Ansehen verfügte, hatte in New York zunächst ein Geschäft in der Madison Avenue Nr. 598, dem später eine Niederlassung in der East 57th Street Nr. 20 folgte. Er nahm die amerikanische Staatsbürgerschaft an und wurde persischer Generalkonsul in New York. Für seine Verdienste als Konsul erhielt er 1902 von Mozaffar ad-Din Schah den Ehrentitel Khan verliehen und nannte sich fortan Dikran Khan Kelekian.
In der Folgezeit fand er in den Vereinigten Staaten wichtige Kunden. So stellte er beispielsweise für Henry Walters, dem späteren Begründer des Walters Art Museum in Baltimore, umfangreiche Sammlungen mit antiken, koptischen und frühchristlichen Objekten zusammen. Ebenso finden sich im Metropolitan Museum of Art in New York zahlreiche Stücke, die über Kelekian den Weg ins Museum fanden. Zu den bekanntes Objekten gehört hierbei ein assyrischer geflügelten Stier (Lamassu), der als Stiftung von John D. Rockefeller, Jr. ins Museum kam. Weitere bekannte Kunden in den Vereinigten Staaten waren J. P. Morgan, Isabella Stewart Gardner und Henry und Louisine W. Havemeyer. Darüber hinaus stellte er seine Objekte weiterhin auch in Europa aus und zeigte beispielsweise 1910 in München eine Auswahl seiner Antiquitäten.

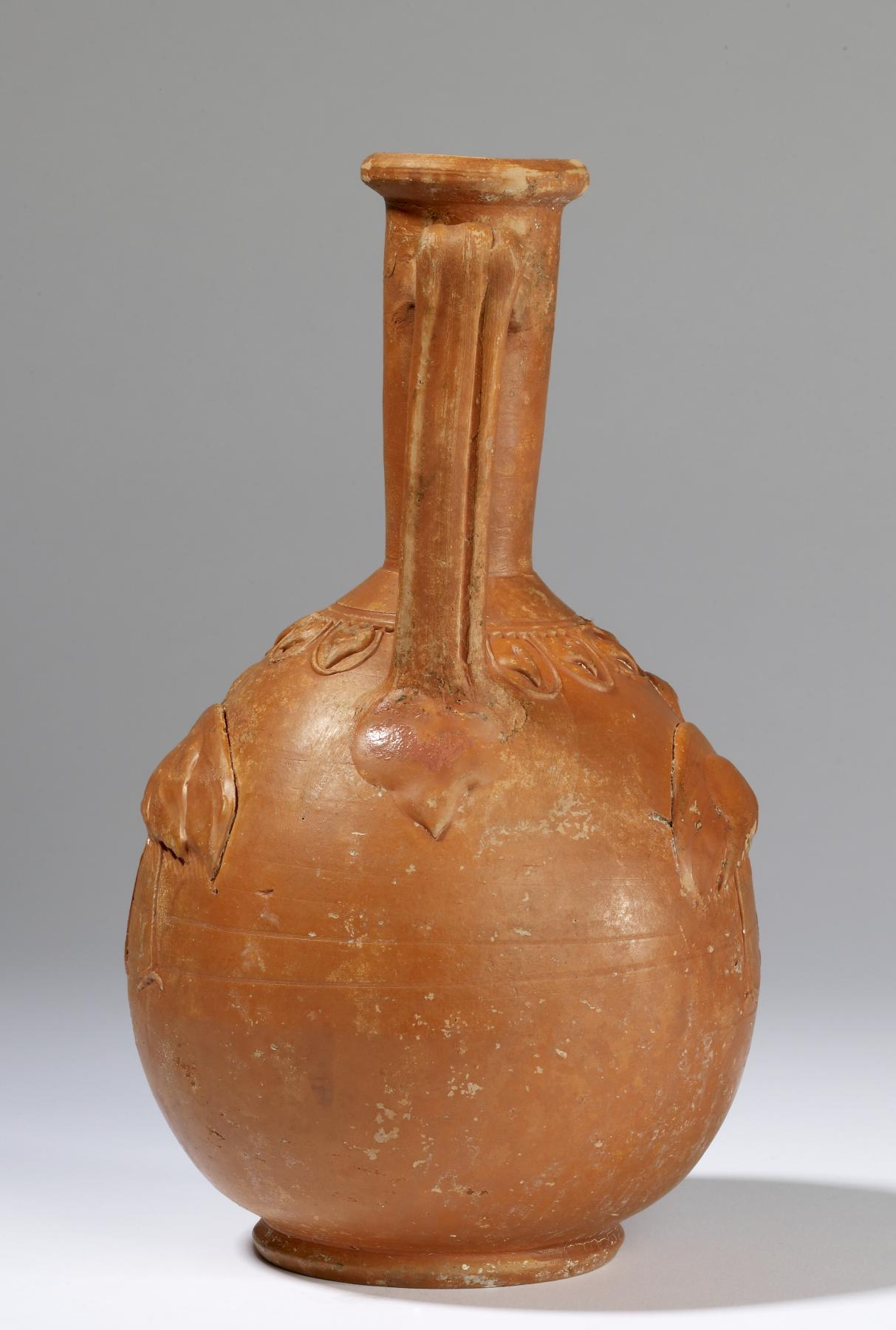
Römischer Krug, 1. Jahrhundert
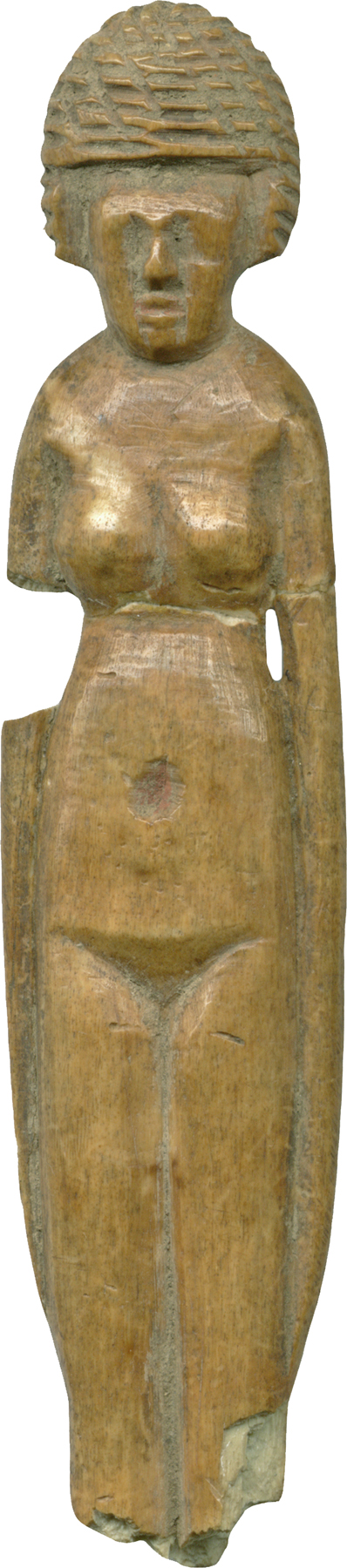
Ägyptische Frauenfigur, 3. Jahrhundert
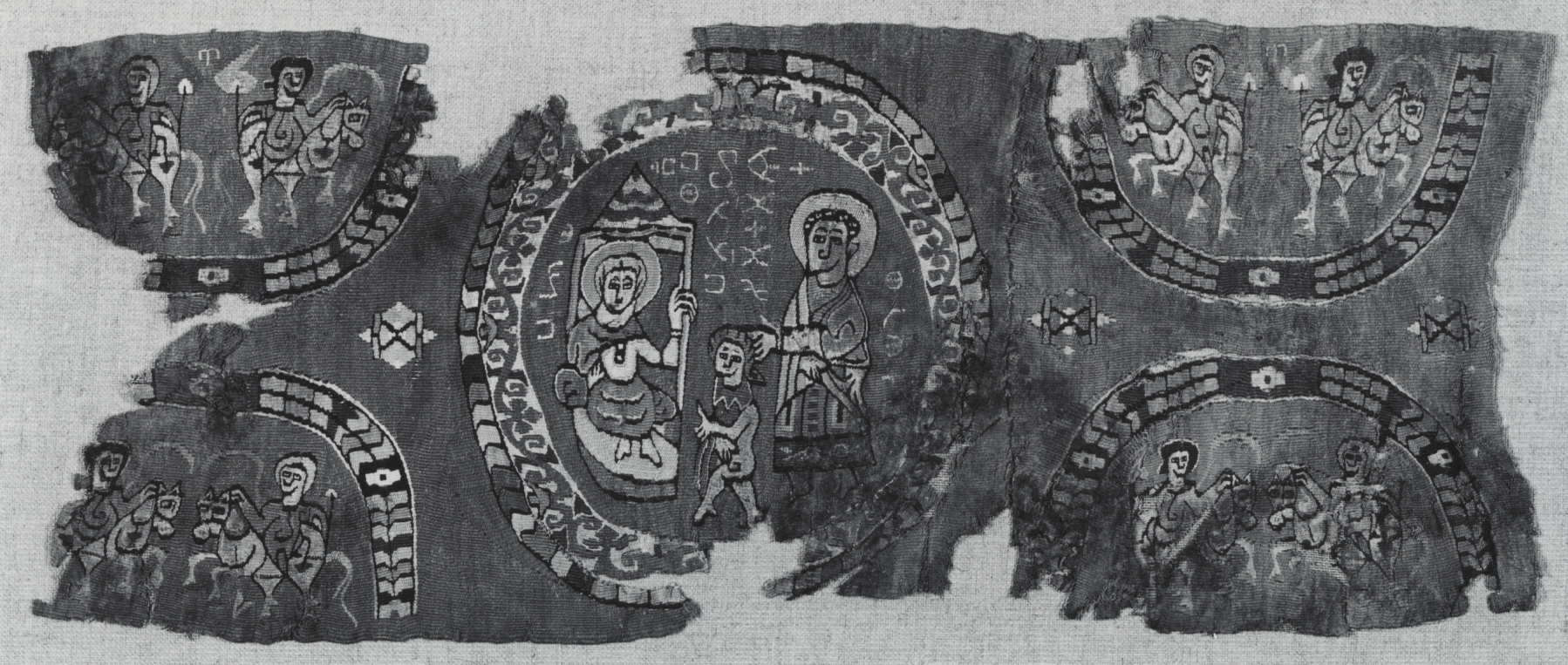
Koptische Textilie, 5. Jahrhundert
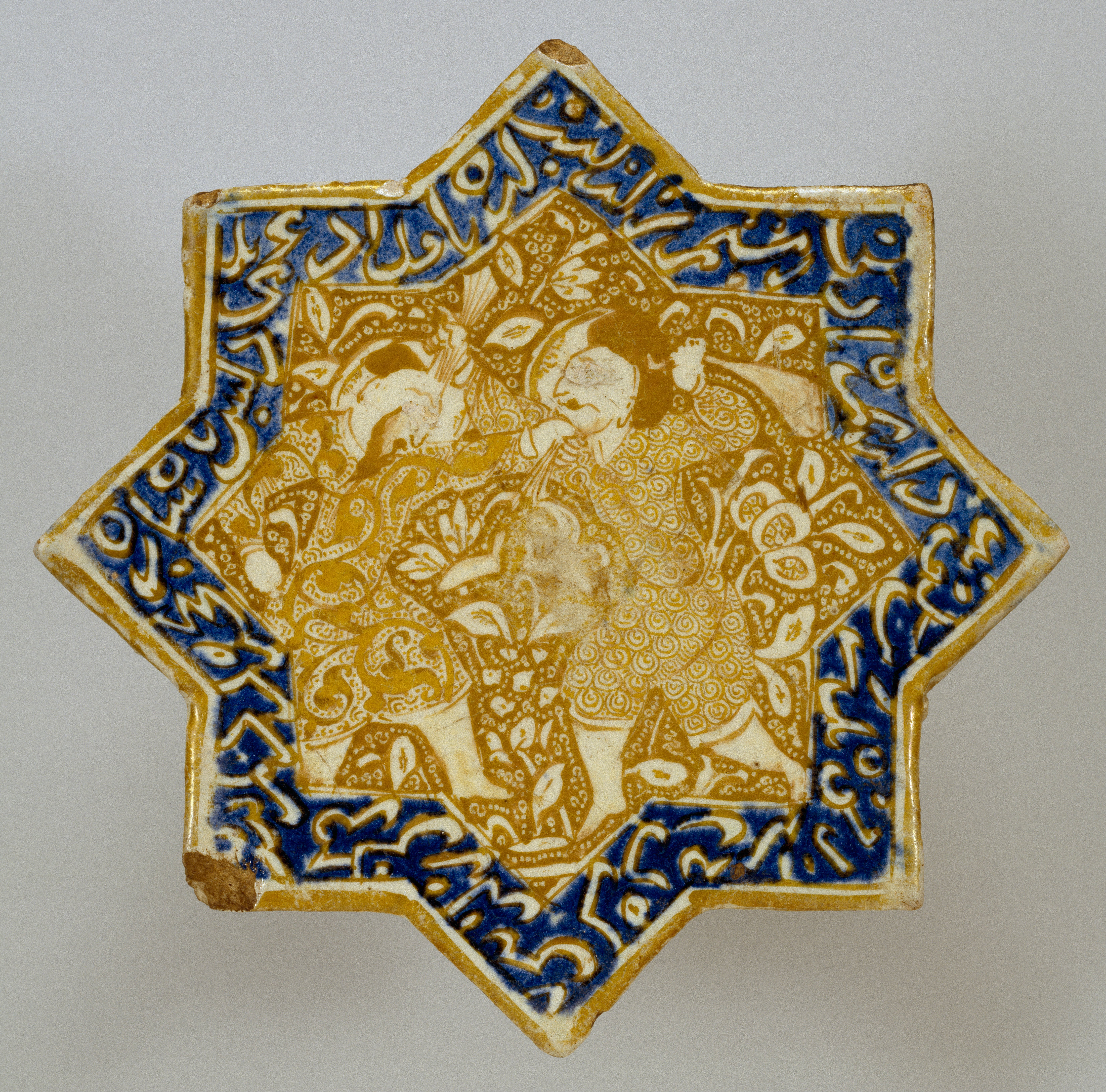
Persische Keramik, 13. Jahrhundert

Neben den antiken Objekten interessierte und engagierte sich Kelekian für zeitgenössische Kunst. So ließ er beispielsweise seinen Sohn von der amerikanischen Malerin Mary Cassatt malen und kaufte und verkaufte über seine Galerie zahlreiche Werke des 19. und 20. Jahrhunderts, darunter Édouard Manets Chez Tortoni (Isabella Stewart Gardner Museum), Georges Seurats Die Frau mit der Puderquaste (Courtauld Institute of Art) oder Vincent van Goghs Selbstbildnis mit Strohhut (Detroit Institute of Arts). Besonders setzte er sich für Künstler wie Henri Matisse, André Derain, Georges Rouault und Pablo Picasso ein, zu deren Anerkennung in den Vereinigten Staaten ein maßgeblich beitrug. Kelekian ließ sich von zahlreichen Künstlern porträtieren, darunter Milton Avery, Walt Kuhn, André Derain, Tadeusz Styka und John D. Graham.
Als Mäzen gehörte er dem Vorstand der Armenischen Allgemeinen Wohltätigkeitsunion an und begründete 1909 ein Waisenhaus in Dörtyol. Kelekian war verheiratet mit der ebenfalls aus Anatolien stammenden Margaret Gumchian. Aus dieser Ehe stammen die Tochter Albine und der Sohn Charles (1900–1982). Charles Dikran Kelekian trat später in das Geschäft seines Vaters ein und übernahm den Kunsthandel. Die Enkeltochter Nanette betrieb die Galerie bis 1990 weiter.
Dikran Kelekian starb 1951 nach einem Sturz aus dem Fenster seiner Suite in New Yorker Hotel St. Moritz. Es blieb ungeklärt, ob der Sturz des 83-jährigen Mannes ein Unfall war, oder ein Suizid. 2014/2015 widmete das Metropolitan Museum in New York Dikran Khan Kelekian die Ausstellung Coptic Art, Dikran Kelekian, and Milton Avery.

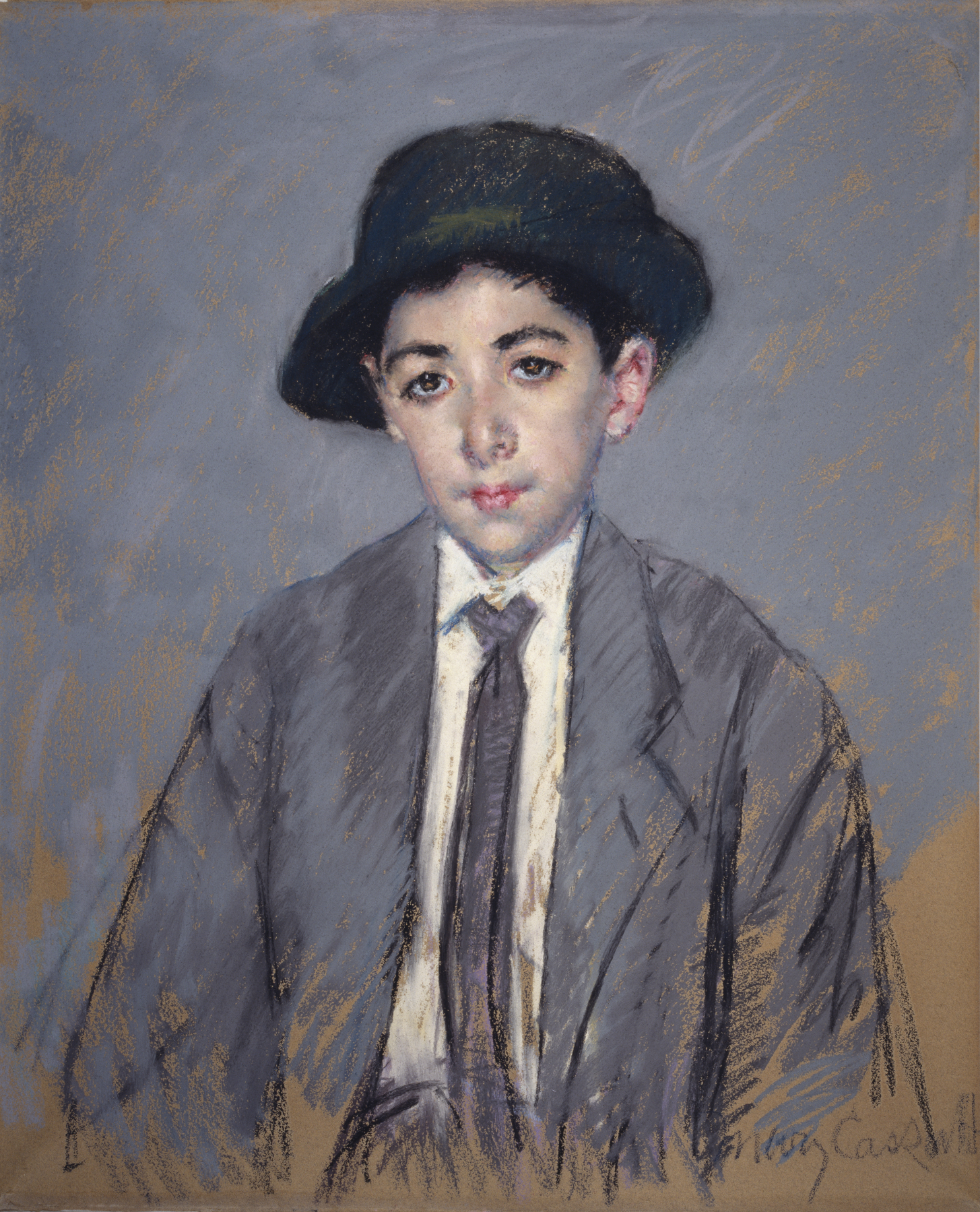
Mary Cassatt: Charles Dikran Kelekian
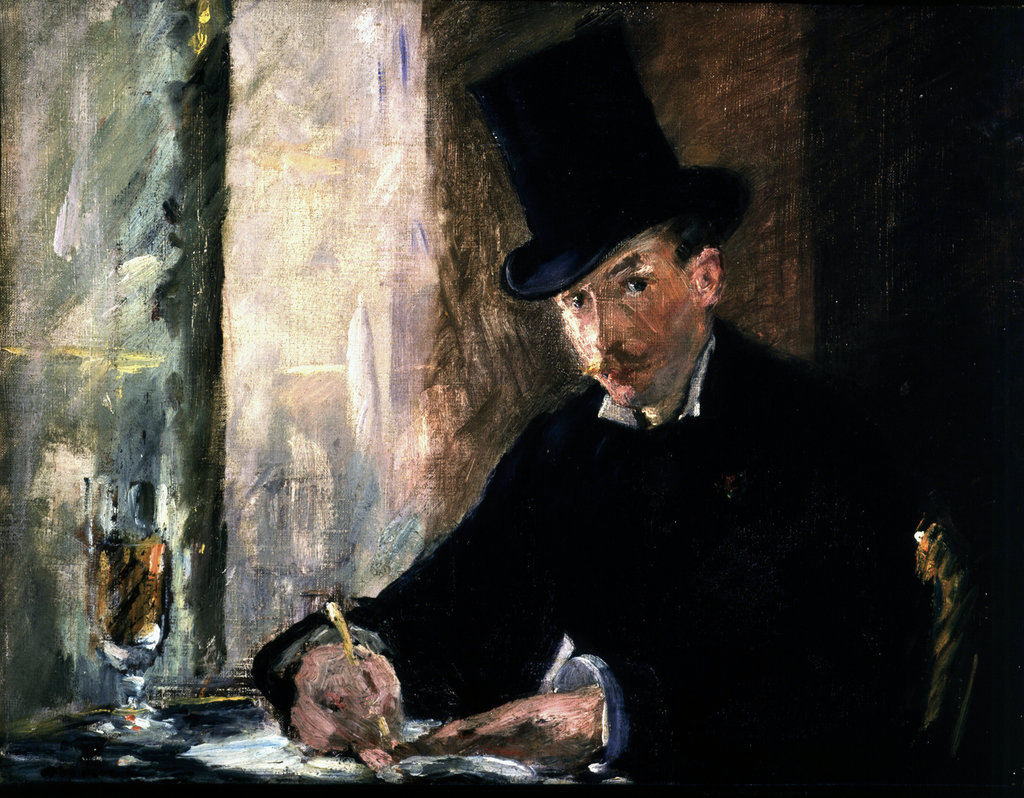
Édouard Manet: Chez Tortoni
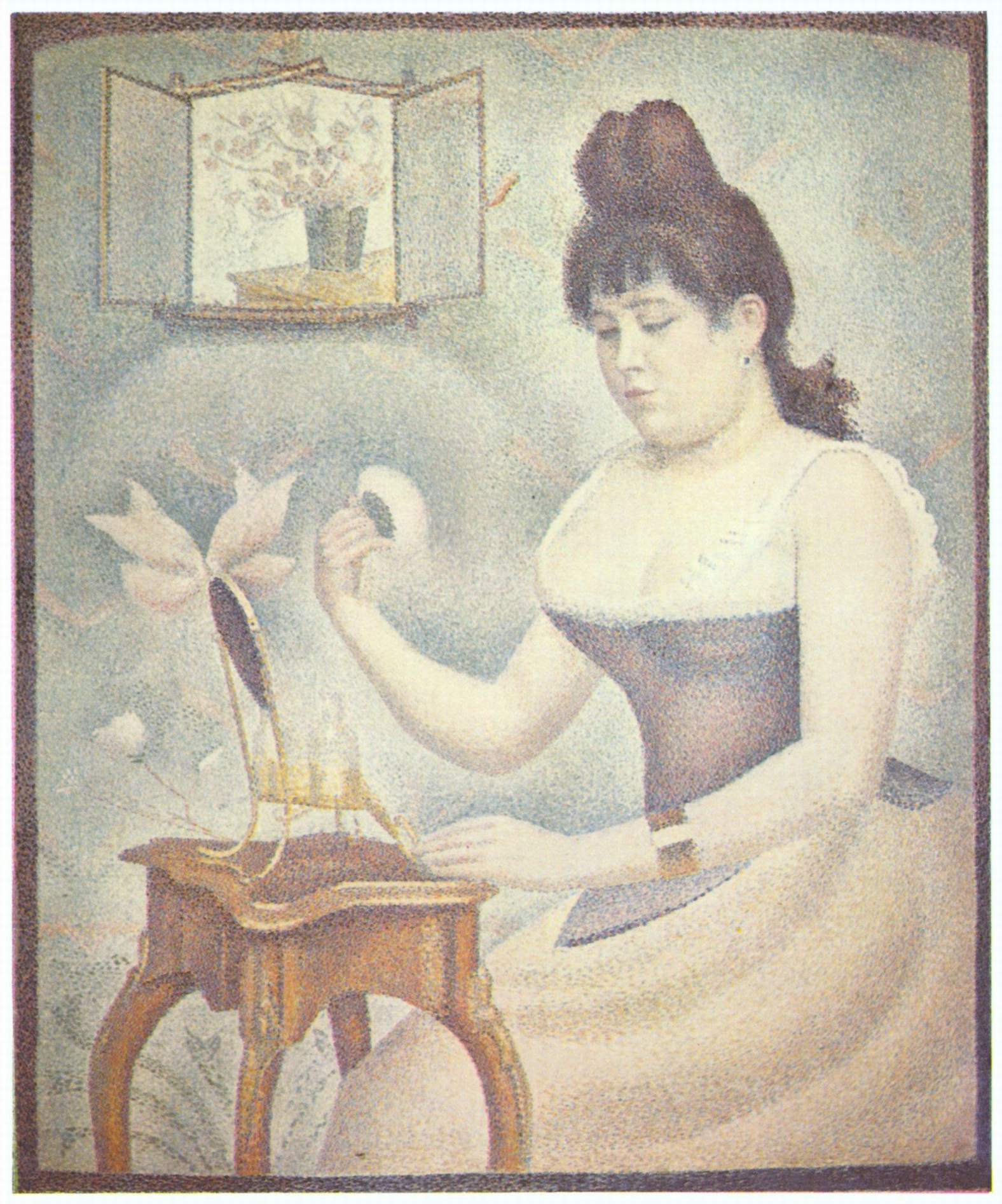
Georges Seurat, Die Frau mit der Puderquaste
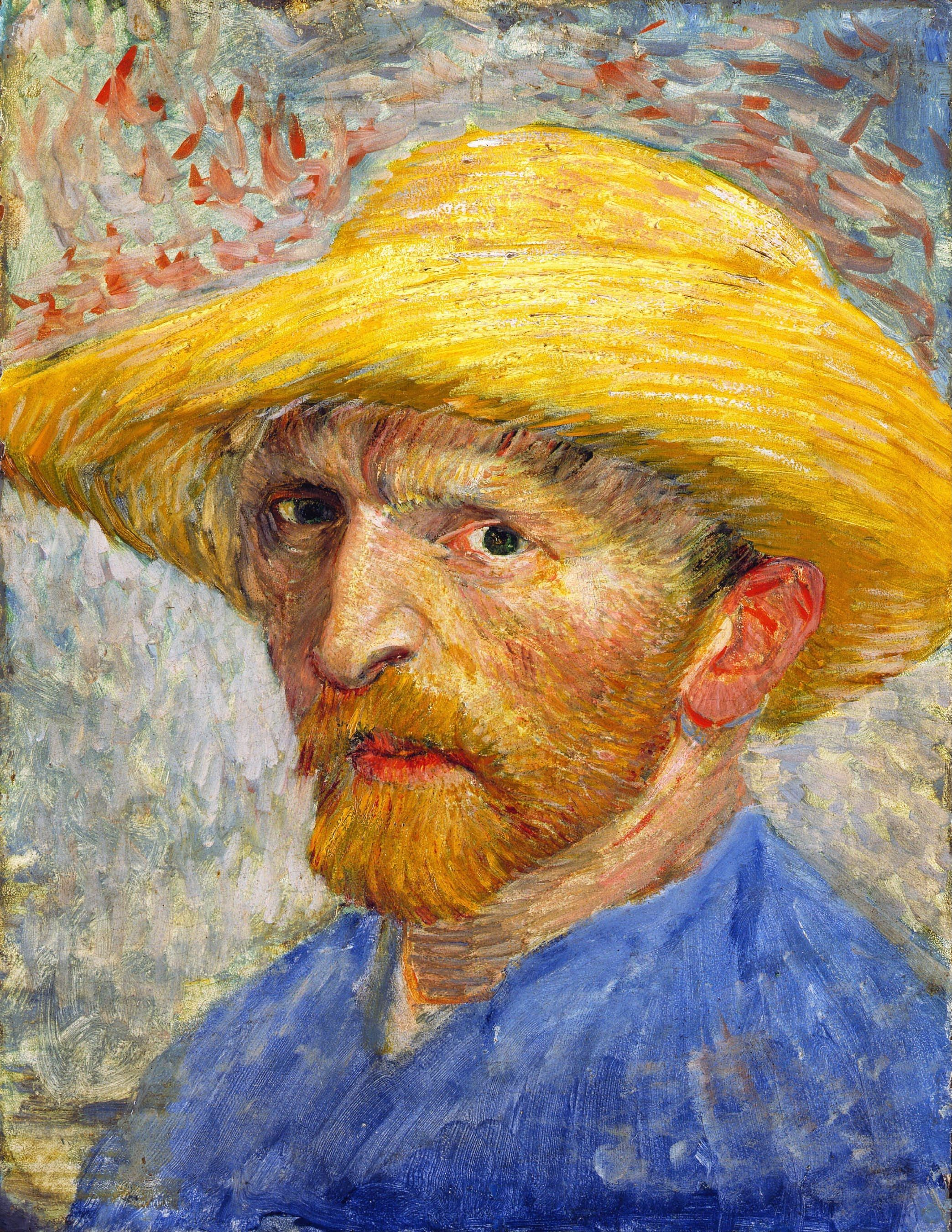
Vincent van Gogh: Selbstbildnis mit Strohhut

## Veröffentlichungen
- The Potteries of Persia, being a brief history of the art of ceramics in the Near East. H. Clarke, Paris 1909.